# Irene Pivetti
Irene Pivetti, née le 4 avril 1963 à Milan (Lombardie), est une journaliste et femme politique italienne, présidente de la Chambre des députés de 1994 à 1996.
Représentante du courant catholique traditionaliste de la Ligue du Nord, elle est âgée de 31 ans lorsqu'elle devient la plus jeune présidente de la Chambre des députés en 1994. Elle occupe cette fonction pendant deux ans, jusqu'à la dissolution de la XIIe législature en 1996. 
En retrait du devant de la scène politique, elle collabore ensuite pour la presse écrite et anime des émissions de télévision tout en demeurant une élue, poursuivant en grande partie sa carrière politique au niveau local, notamment comme conseillère municipale pour les villes de Berceto, puis de Reggio de Calabre.

## Biographie

### Origines, études et mariages
Fille du réalisateur Paolo Pivetti et de l'actrice et doubleuse Grazia Gabrielli, Irene Pivetti a pour sœur l'actrice Veronica Pivetti. Son grand-père maternel est le linguiste Aldo Gabrielli. Née dans une famille impliquée dans le milieu culturel, elle est la seule à s'être engagée dans la politique.
Diplômée en lettres et philosophie de l'université catholique de Milan, Irene Pivetti, juste après avoir obtenu son diplôme, commence à travailler pour le journalisme, d'abord à L'Indipendente comme conseillère éditoriale, puis comme correspondante politique pour L'Italia settimanale, de 1990 à 1994. 
Elle épouse l'économiste Paolo Taranta en 1988. Le mariage des époux, séparés à partir de 1992, est ensuite annulé par un tribunal ecclésiastique. Catholique traditionaliste, Irene Pivetti voulait assortir son divorce d'une sentence religieuse. En 1997, elle épouse en secondes noces l'un de ses collaborateurs, Alberto Brambilla, de dix ans son cadet ; de ce mariage naissent deux enfants. Le divorce du couple est prononcé en 2010.

### Carrière politique
Les 5 et 6 avril 1992, Pivetti fut élue sur la liste de la Ligue du Nord (LN), dans la circonscription de Milan-Pavie. Soutenue par la Ligue du Nord, elle se présente à la présidence de la Chambre au nom de son groupe parlementaire, mais recueille les suffrages des seuls députés membres de la Ligue, c'est-à-dire 49 à 50 voix, lors du scrutin des 2 et 3 juin.
Elle observe une conduite assidue dans ses activités parlementaires, intervenant régulièrement en commission ou en séance plénière, dans l'hémicycle. Elle siège à la XIIe commission, chargée des Affaires sociales, jusqu'au terme de la législature, abrégée par une dissolution parlementaire.
Réélue le 27 mars 1994, Irene Pivetti est désignée candidate à la présidence de la Chambre des députés. Cette fois-ci, sa candidature est soutenue par son groupe parlementaire comme par l'ensemble des partis constituant la nouvelle majorité parlementaire de centre-droit, menée par Silvio Berlusconi. Le 16 avril, au 4e tour de scrutin, elle est finalement élue présidente de la Chambre des députés, après avoir recueilli 347 suffrages, sur les 617 votants ; elle succède au communiste Giorgio Napolitano. Âgée de 31 ans, Pivetti, seconde femme élue à la présidence de la chambre basse du Parlement de l'Italie après Nilde Iotti, est la plus jeune députée élue à la troisième charge de l'État.
Réélue députée dans la circonscription de Varèse lors du scrutin parlementaire anticipé du 21 avril 1996, Irene Pivetti, du fait de la nouvelle majorité législative de centre-gauche, ne parvint pas à conserver la présidence de la Chambre, bien qu'ayant été soutenue par les députés de la Ligue. Le candidat du centre-gauche, Luciano Violante, lui succède à la présidence de la chambre basse.
Exclue de la Ligue du Nord en 1996 pour s'être frontalement opposée à des positions du parti, Irene Pivetti fonda le mouvement fédéraliste Italia Federale (it), lequel prône un régime fédéral pour la péninsule contrairement à la sécession pure et simple prônée par Umberto Bossi. Elle dirige ce parti jusqu'en 1998 et la fondation de l'UDEUR.

### Carrière d'animatrice de télévision
N'étant plus députée depuis 2001, Irene Pivetti reprend sa profession de journaliste, avant d'animer, en 2004, une émission de télé-réalité dénommée Bisturi. Sa reconversion fut critiquée par de nombreuses personnalités politiques et par les médias, qui se souvinrent qu'Irene Pivetti, lorsqu'elle présidait la Chambre basse, assumait si vivement ses convictions catholiques qu'on lui reprocha son intégrisme.
Bien qu'elle n'ait plus de mandat parlementaire, Irene Pivetti reste une femme politique active, puisqu'elle est élue conseillère municipale de Berceto (Émilie-Romagne) en 2009, puis conseillère municipale de la ville de Reggio de Calabre en 2010.